# Сомова (комуна)
Сомова (рум. Somova) — комуна у повіті Тулча в Румунії. До складу комуни входять такі села (дані про населення за 2002 рік):
- Мінері (1470 осіб)
- Паркеш (776 осіб)
- Сомова (2254 особи)

Комуна розташована на відстані 218 км на північний схід від Бухареста, 11 км на захід від Тулчі, 113 км на північ від Констанци, 55 км на південний схід від Галаца.

## Населення
За даними перепису населення 2002 року у комуні проживали 4500 осіб.
Національний склад населення комуни:
| Національність            | Кількість осіб | Відсоток |
| ------------------------- | -------------- | -------- |
| румуни                    | 4474           | 99,4%    |
| росіяни-липовани          | 9              | 0,2%     |
| турки                     | 8              | 0,2%     |
| українці                  | 3              | 0,1%     |
| цигани                    | 1              | < 0,1%   |
| серби                     | 1              | < 0,1%   |
| болгари                   | 1              | < 0,1%   |
| хорвати                   | 1              | < 0,1%   |
| греки                     | 1              | < 0,1%   |
| не вказали національність | 1              | < 0,1%   |

Рідною мовою назвали:
| Мова       | Кількість осіб | Відсоток |
| ---------- | -------------- | -------- |
| румунська  | 4485           | 99,7%    |
| турецька   | 6              | 0,1%     |
| українська | 2              | < 0,1%   |
| німецька   | 2              | < 0,1%   |
| російська  | 2              | < 0,1%   |
| циганська  | 1              | < 0,1%   |
| сербська   | 1              | < 0,1%   |
| болгарська | 1              | < 0,1%   |

Склад населення комуни за віросповіданням:
| Релігія       | Кількість осіб | Відсоток |
| ------------- | -------------- | -------- |
| православні   | 4476           | 99,5%    |
| мусульмани    | 7              | 0,2%     |
| лютерани      | 6              | 0,1%     |
| старообрядці  | 5              | 0,1%     |
| римо-католики | 3              | 0,1%     |
| реформати     | 2              | < 0,1%   |
| атеїсти       | 1              | < 0,1%   |